# Pascal Walpen
Pascal Walpen (* 8. Oktober 1968 in Sion) ist ein Schweizer Jazzmusiker (Trompete, Flügelhorn).

## Wirken
Walpen absolvierte ein Instrumentalstudium an der École de Jazz et de Musique Actuelle in Lausanne und am Institute Art Culture Perception in Paris bei Shawn Hines, Carlos Baumann, Charles Schneider, Lionel und Stéphane Belmondo.
Seit 1990 arbeitete Walpen als Leadtrompeter und Solist in Jazz-, Funk- oder Salsa-Bands wie Caña Dulce. Urgent Feel, R.A.W, Bconnected, Voie Sensible, Alex Rüedi Big Band, Collectif b9, Hervé Chavanon, Sion Swing Big Band, das Latitudes Trio die Big Band de la Suisse romande oder Back to Soul, mit denen er zahlreiche Alben aufgenommen und Konzerte in Mitteleuropa, Frankreich, Südostasien und dem Maghreb gegeben hat. Er leitete sein eigenes Quartett und als dessen Erweiterung das Nonett Brass Rush, das nur aus Blechbläsern und Perkussion besteht und sich in die Tradition von Lester Bowies Brass Fantasy stellte. Mit dem Quintett Exquisicion, zu dem auch Rafael Schilt gehört, veröffentlichte er zwei Alben bei Unit Records, zuletzt Tsa.
Walpen unterrichtet zudem Trompete an der École de Jazz et Musique Actuelle du Valais in Sion, Sierre und Martigny und leitet seit 1999 deren Big Band.